# Ángel González
Ángel González (Godoy Cruz, 16 maggio 1994) è un calciatore argentino, centrocampista dell'Almagro.

## Caratteristiche tecniche
È un esterno destro.

## Carriera
Cresciuto nelle giovanili del Godoy Cruz, debutta in prima squadra l'11 aprile 2015 disputando da titolare il match pareggiato per 2-2 contro il Vélez Sarsfield.